# Klick Kindermuseum
Das Klick Kindermuseum (Eigenschreibweise KL!CK Kindermuseum) in Hamburg-Osdorf am Osdorfer Born ist ein Erlebnisort für Kinder, die selbst aktiv werden möchten. Es ist in der Straße Achtern Born 127 direkt am Einkaufszentrum Born Center zu finden und bietet verschiedene Aktivitäten, die sowohl drinnen als auch im Freien stattfinden. Durch das selbstständige Mitmachen und Ausprobieren sollen die Kinder Erfahrungen sammeln.

## Ausstellungen
Das Museum bietet fünf verschiedene Ausstellungen.
Die erste Ausstellung nennt sich Geld – und gut und bietet die eigene Geldherstellung an. Die Kinder können ihr eigenes Geld drucken und kommen möglicherweise das erste Mal mit Geld in den Kontakt. Außerdem gibt es auch einige Hintergrundinformationen zur Geschichte des Geldes. Um alles mitzunehmen, wird passend zu den Münzen und Scheinen ein eigenes Portemonnaie gebastelt. 
Die nächste Ausstellung, die angeboten wird, hat den Namen Treffpunkt Körper und dient zur Erkundung des eigenen Körpers. Auf spielerische Art und Weise lernen die Kinder, was sich in ihrem Körper befindet. Durch Rollenspiele und durch das Ausprobieren entsteht ein näheres Gefühl für die eigenen Sinne. 
Eine weitere Ausstellung ist Urgroßmutters Alltagsleben. Die Kinder verlassen die Gegenwart, um einen Einblick in den Haushalt der 1950er Jahre zu bekommen. Durch Kaffeemühlen, Kernseife und Holzpferde wird ein passendes Ambiente der damaligen Zeit geschaffen. Auch Großeltern erfreuten sich an dieser Ausstellung. 
Die Ausstellung Minus 10.000/Steinzeit versetzt die Kinder zurück in die Steinzeit und zeigt ihnen, wie die ersten Siedler gelebt und vor allem überlebt haben. Aktivitäten wie das Schießen mit Pfeil und Bogen oder die Herstellung von Feuer, bietet den Kindern einen Einblick in die damalige Kultur.
Auf dem Außengelände befindet sich die letzte Ausstellung Baustelle – betreten erbeten. Die Ausstattung mit Baggern und Kranwagen soll vor allem bei gutem Wetter ein Erlebnis bieten.

## Klick OnTour
Das Kindermuseum bietet ein ergänzendes Angebot (Klick OnTour) an, das außerhalb des Hauses stattfindet. Das Konzept bietet zwei Ansätze. Zum einen kann man die passende Ausstellung am passenden Ort stattfinden lassen, zum anderen kann das Thema einer Ausstellung passend zu einem Unternehmen entwickelt werden. 

## Klick für Schulen
Im Rahmen des Unterrichts können Ausstellungen im Kindermuseum eine bereichernde Ergänzung sein. Themen, wie beispielsweise die Ernährung können in Absprache als Schwerpunkt gesetzt werden. Es werden morgens und nachmittags halb- und ganzjährige Kurse an Ganztagsschulen angeboten. Des Weiteren kann man auch einen Tagesausflug ins Klick machen und dazu mittagessen oder picknicken.

## Klick für Kitas
Für die Jüngsten wird sechsmal im Jahr um 10 Uhr morgens ein Kindertheater angeboten. Hierbei werden die Kinder auf musikalische Art und Weise unterhalten. Auch als Ferienprogramm bieten sich Gruppenausflüge an (Anmeldung erforderlich). 

## Klick für Familien
Auch für private Anlässe wie Kindergeburtstage ist das Kindermuseum geeignet. Der Samstag ist ausschließlich dafür geöffnet. Insgesamt dauert die Ausstellung an Geburtstagen drei Stunden. Beginnend mit einer halben Stunde, die frei genutzt werden kann, um beispielsweise Geschenke auszupacken oder sich zu stärken. Anschließend folgen zwei Stunden mit der Betreuerin und zum Abschluss kann man Essen vor Ort bestellen oder selbst mitbringen. Die Kindergeburtstage kosten 90 Euro für bis zu 10 Kinder. Für jedes weitere Kind müssen 9 Euro bezahlt werden. Telefonisch lässt sich ausmachen, welche Ausstellung besucht werden soll. 
Für Familien mit Kleinkindern bis zu zwei Jahren gibt es einen speziellen Raum namens Licht und Luft. Hier werden verschiedene kleinere, altersentsprechende Experimente angeboten. 

## Klick im Stadtteil
In einigen Stadtteilen werden Projekte angeboten. Das Projekt Leselibelle ist eine Zusammenarbeit mit Bücherhallen und ermutigt die Kinder selbstständig Geschichten zu erfinden und wissbegierig zu sein.